# Pagar Gunung (Padang Guci Hulu)
Pagar Gunung is een bestuurslaag in het regentschap Kaur van de provincie Bengkulu, Indonesië. Pagar Gunung telt 647 inwoners (volkstelling 2010).